# Xiombarg plaumanni
Xiombarg plaumanni là một loài nhện trong họ Oonopidae.
Loài này thuộc chi Xiombarg. Xiombarg plaumanni được miêu tả năm 1979 bởi Brignoli.